# Сан-Матео (Колумбия)
Сан-Матео (исп. San Mateo) — небольшой город и муниципалитет на северо-востоке центральной части Колумбии, на территории департамента Бояка. Входит в состав Северной провинции.

## История
Поселение, из которого позднее вырос город, было основано в 1733 году. Муниципалитет Сан-Матео был выделен в отдельную административную единицу в 1914 году.

## Географическое положение

Муниципалитет Сан-Матео

Город расположен в северо-восточной части департамента, в гористой местности Восточной Кордильеры, к востоку от реки Чикамоча, на расстоянии приблизительно 125 километров к северо-востоку от города Тунха, административного центра департамента. Абсолютная высота — 2223 метра над уровнем моря.
Муниципалитет Сан-Матео граничит на западе с территорией муниципалитета Боавита, на юге — с муниципалитетом Ла-Увита, на юго-востоке — с муниципалитетом Эль-Кокуй, на востоке — с муниципалитетами Панкеба и Гуакамаяс, на севере — с территорией департамента Сантандер. Площадь муниципалитета составляет 131 км².

## Население
По данным Национального административного департамента статистики Колумбии, совокупная численность населения города и муниципалитета в 2015 году составляла 3682 человека.
Динамика численности населения муниципалитета по годам:
| 2005 | 2006 | 2007 | 2008 | 2009 | 2010 | 2011 | 2012 | 2013 | 2014 | 2015 |
| ---- | ---- | ---- | ---- | ---- | ---- | ---- | ---- | ---- | ---- | ---- |
| 4790 | 4669 | 4552 | 4434 | 4326 | 4209 | 4107 | 3987 | 3890 | 3784 | 3682 |

Согласно данным переписи 2005 года мужчины составляли 50,5 % от населения Сан-Матео, женщины — соответственно 49,5 %. В расовом отношении белые и метисы составляли 99,2 % от населения города; негры, мулаты и райсальцы — 0,7 %; индейцы — 0,1 %.
Уровень грамотности среди всего населения составлял 83,4 %.

## Экономика
56 % от общего числа городских и муниципальных предприятий составляют предприятия торговой сферы, 32,8 % — предприятия сферы обслуживания, 11,2 % — промышленные предприятия.